# Port Campbell
Port Campbell – miasto w Australii, w stanie Wiktoria.